# Pompe (musculation)
Pour les articles homonymes, voir Pompe (homonymie).

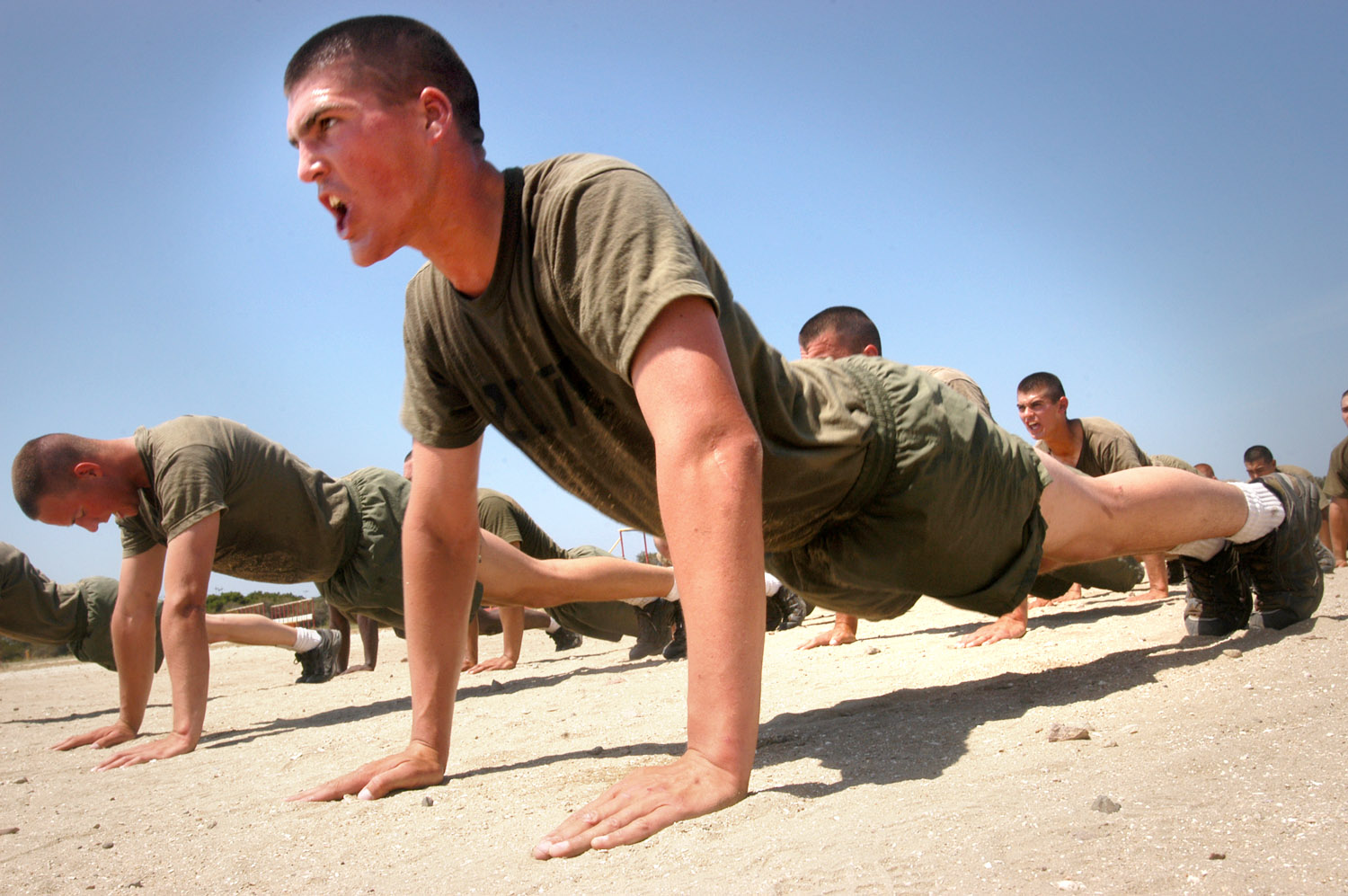
Les pompes sont un exercice physique fréquemment utilisé dans l'armée.

La pompe (de son vrai nom "flexion extension des membres supérieurs en appui au sol") est un exercice physique de musculation qui sollicite principalement le grand pectoral, le deltoïde et les triceps. Cet exercice est populaire car il peut être pratiqué n'importe où, ne nécessitant pas de matériel.

## Technique

La posture de départ est la suivante : face au sol, le corps repose uniquement sur les deux pieds et les deux mains. Les pieds sont joints, et les mains écartées un peu plus loin que l'envergure des épaules. Le but de l'exercice est d'abaisser tout le corps en restant droit, grâce à l'unique travail des bras. Le corps descend jusqu'à ce que la poitrine frôle le sol. Un abaissement et une remontée constituent une pompe.
Les muscles fessiers et abdominaux doivent être contractés, ce qui permet d'avoir une position du corps correcte, parfaitement droite ou légèrement creuse. Les coudes ne doivent pas pointer vers l'extérieur mais doivent rester le long du corps de manière à former un angle de 0 à 40° avec celui-ci. La position des coudes est importante, car pointer ses coudes vers l'extérieur en formant un angle de 90° favorise les blessures à l'épaule.

## Muscles sollicités
Lors de la réalisation des pompes, les pectoraux sont le plus sollicités dans la position basse et les triceps interviennent le plus dans la position haute.
Le deltoïde antérieur, le grand pectoral (partie supérieure), le triceps, le coraco-brachial, le petit pectoral, le grand dentelé et le trapèze sont aussi sollicités pour mobiliser la scapula et permettre l'action de l'épaule.

## Variantes
Les pompes peuvent être réalisées à une main, à plusieurs doigts, avec les pieds et les mains sur des chaises, voire en poirier. D'autres variantes existent sur la position du corps, incliné ou décliné sur une chaise (action sur les épaules), et sur la position des mains, plus ou moins près du corps. Les pompes réalisées avec les mains proche du corps et les coudes contre le corps sont appelés « pompes triceps » car elles ont une action importante sur les triceps.

### Dans le yoga

Le dand, également connu sous le nom de push-up hindou. Ceci est la version la plus basique, similaire à celle utilisée par Bruce Lee qui l’appelait un chat extensible.

La forme la plus fondamentale de dand, également connue sous le nom de pompe hindoue, commence à partir de la position de yoga de chien tête en bas et des transitions à une position de pose de cobra. Il est courant dans la culture physique indienne et les arts martiaux indiens, en particulier le Pehlwani. Bruce Lee l'a également utilisée dans son programme d'entraînement et l'a qualifiée de chat extensible. C'est un exercice de force de base efficace, car il implique de manière harmonieuse à la fois la chaîne antérieure et les chaînes postérieures. Il existe de nombreuses variantes du dand bien que la plupart intègrent les deux postures utilisées dans la version la plus basique. Il est lié à la Salutation au Soleil.

## Records
De multiples records du monde sont homologués, :
| Catégorie                                                   | Résultat                                                     | Nom                              | Lieu (nationalité ?) et date                          |
| ----------------------------------------------------------- | ------------------------------------------------------------ | -------------------------------- | ----------------------------------------------------- |
| Pompes consécutives                                         | 10 508                                                       | Minoru Yoshida                   | Japon, octobre 1980.                                  |
| Pompes sur 1 bras, en 1 heure                               | 2 521                                                        | Paddy Doyle                      | Royaume-Uni, 12 février 1990 à Birmingham.            |
| Pompes sur un seul doigt                                    | 124                                                          | Paul Lynch                       | Royaume-Uni, 21 avril 1992 à Londres                  |
| En 24 heures                                                | 46 001 (nouveau record annoncé, pas encore confirmé : 46300) | Charles Servizio Jeffrey Warrick | États-Unis, 24/25 avril 1993 à Hesperia États-Unis    |
| En 1 heure                                                  | 3 877                                                        | Bijender Singh                   | Inde, 20 septembre 1988                               |
| En 10 minutes (dames)                                       | 450                                                          | Alicia Weber                     | États-Unis24 mai 2009 à Clermont, Florida, États-Unis |
| En 3 minutes (dames)                                        | 190                                                          | Renata Hamplová                  | Tchécoslovaquie, Festival des Records Pelhrimov 1995  |
| 1 bras, une semaine (168 heures)                            | 16 723                                                       | Paddy Doyle                      | Royaume-Uni, févr 1996 à Birmingham                   |
| 1 bras, 5 heures                                            | 8 794                                                        | Jeff Ghoummid                    | Royaume-Uni, 12 févr 1996 à Birmingham                |
| 1 bras, 30 minutes                                          | 1382                                                         | Doug Pruden                      | Canada, 30 juillet 2006 à Edmonton                    |
| 1 bras, 10 minutes                                          | 546                                                          | Doug Pruden                      | Canada, 30 juillet 2003 à Edmonton                    |
| 1 bras, sur le dos de la main, 1 heure                      | 1025                                                         | Doug Pruden                      | Canada, 8 novembre 2008 à Edmonton                    |
| sur les poings                                              | 5557 (en 3 h 02 min 30 s)                                    | Doug Pruden                      | Canada, 9 juillet 2004 à Edmonton                     |
| 1000 pompes sur les poings                                  | 18 min 13 s                                                  | Doug Pruden                      | Canada, 9 juillet 2003 à Edmonton                     |
| sur le dos de la main, 15 minutes                           | 627                                                          | Paddy Doyle                      | Royaume-Uni, 8 novembre 2007 à Birmingham             |
| sur le dos de la main, 30 minutes                           | 1045                                                         | Doug Pruden                      | Canada, 29 avril 2005 à Edmonton STATISTIQUE (angl.)  |
| sur le dos de la main, 1 heure                              | 1807                                                         | Doug Pruden                      | Canada, 29 avril 2005 à Edmonton                      |
| traditionnel avec les coudes collés contre le torse         | 1589                                                         | Charles-Étienne Barry            | Canada, 3 mai 2011 à Québec                           |
| sur les bouts du doigt, 5 heures                            | 8 200                                                        | Terry Cole                       | Royaume-Uni, 11 mai 1996 à Walthamstow                |
| 100 pompes avec les pieds sur une table de 80 cm de hauteur | 45 s 7                                                       | Roy Berger                       | Canada, 24 févr 2001 à Ottawa                         |